# Monique Thierry
Pour les articles homonymes, voir Thierry.
Monique Thierry est une actrice française née le 26 mars 1940 à Saint-Thibéry (Hérault) et morte le 30 juillet 2021 à Gournay-en-Bray (Seine-Maritime).
Spécialisée dans le doublage, elle est notamment connue pour être la voix française de Wonder Woman dans la série télévisée des années 1970, ainsi que la voix régulière de Goldie Hawn, Kathy Bates, Sally Field, Anjelica Huston, Judith Light ou Loretta Devine.

## Biographie

### Jeunesse et études
Monique Le Bout de Château-Thierry de Beaumanoir naît le 26 mars 1940 à Saint-Thibéry dans l'Hérault.

### Carrière
À la télévision, elle a notamment incarné Mariette, camériste de Danièle Lebrun dans la série Les Nouvelles Aventures de Vidocq (1971).
Connue dans le monde du doublage pour être entre autres la voix de Wonder Woman (Lynda Carter), Angela Bower dans Madame est servie ou Roseanne Barr dans sa sitcom, elle double aussi régulièrement les actrices Goldie Hawn, Sally Field, Anjelica Huston et Kathy Bates.
Elle a également prêté sa voix à de nombreux personnages de dessins animés dont Betty Boop, la femme de ménage noire dans Tom et Jerry, Madame Fichini dans Les Malheurs de Sophie ou encore Olive Oyl dans la série d'animation Popeye, Olive et Mimosa et le film live.
Elle meurt le 30 juillet 2021 Gournay-en-Bray (Seine-Maritime), à l'âge de 81 ans, des suites de la maladie d'Alzheimer[réf. nécessaire].

### Vie privée
Monique Thierry épouse en 1960 à Paris le comédien Roger Crouzet (1927-2000), avec lequel elle aura deux enfants : Vincent et Laurence, tous deux actifs dans le domaine du doublage.

## Théâtre
- 1963 : L'Île des esclaves de Marivaux, mise en scène Guy Rétoré, théâtre de l'Est parisien
- 1979 : La Veuve rusée de Carlo Goldoni, mise en scène Jean Canolle, espace André-Malraux (Rueil-Malmaison)

## Filmographie

### Cinéma
- 1981 : Minoïe de Jean Jabely

### Télévision
- 1961 : Le Temps des copains de Robert Guez : Nicole Bruncahe, la cousine avignonnaise de Lucien (ép. 50, 105, 106, 107)
- 1971 : Au théâtre ce soir : Bienheureuse Anaïs de Marc-Gilbert Sauvajon, mise en scène Jacques-Henri Duval, réalisation Pierre Sabbagh, théâtre Marigny
- 1971 : Les Nouvelles Aventures de Vidocq. : Mariette (ép. 1, 2, 5 et 6)
- 1976 : Au théâtre ce soir : Sacrés Fantômes de Eduardo De Filippo, mise en scène Jean Michaud, réalisation Pierre Sabbagh, théâtre Édouard-VII
- 1976 : Nans le berger : Nine

## Doublage
Note : Les dates inscrites en italique correspondent aux sorties initiales des films dont Monique Thierry a assuré le redoublage ou le doublage tardif.

### Cinéma

#### Films
- Goldie Hawn dans : 
  - La Duchesse et le Truand : Amanda Quaid / la duchesse Swansbury
  - Drôle d'embrouille : Gloria Mundy
  - La Bidasse : Judy Benjamin / Goodman
  - Un couple à la mer : Joanna Stayton / Annie Proffitt
  - Comme un oiseau sur la branche : Marianne Graves
  - Fais comme chez toi ! : Gwen Phillips
  - La mort vous va si bien : Helen Sharp
  - Le Club des ex : Elise Eliott
  - Tout le monde dit I love you : Steffi Dandridge
  - Escapade à New York : Nancy Clark
  - Potins mondains et Amnésies partielles : Mona Miller
- Kathy Bates dans :
  - Beignets de tomates vertes : Evelyn Couch
  - Titanic : Margaret Brown dite « Molly Brown »
  - Primary Colors : Libby Holden
  - Les Ex de mon mec : Kippie Kann
  - La rumeur court… : Tante Mitzi
  - Playboy à saisir : Sue
  - Frère Noël : la mère Noël
  - Les Noces rebelles : Madame Givings
  - Chéri : Charlotte
  - Valentine's Day : Susan
- Sally Field dans :
  - Le Privé : Sybille Tucsley
  - Absence de malice : Megan Carter
  - Le Mot de la fin : Lilah Krytsick
  - Potins de femmes : M'Lynn Eaton
  - Madame Doubtfire : Miranda Hillard
  - Au-delà des lois : Karen Mc Cann
  - La blonde contre-attaque : Victoria Rudd
- Anjelica Huston dans : 
  - La Famille Addams : Morticia Addams
  - Meurtre mystérieux à Manhattan : Marcia Fox
  - Les Valeurs de la famille Addams : Morticia Addams
  - École paternelle : Madame Gwyneth Harridan
  - La Famille Tenenbaum : Etheline Tenenbaum
  - L'Homme d'Elysian Fields : Jennifer Adler
  - La Vie aquatique : Eleanor Zissou
- Maureen O'Sullivan[3] dans : 
  - Tarzan, l'homme singe : Jane Parker
  - Tarzan et sa compagne : Jane
  - Tarzan s'évade : Jane
  - Tarzan trouve un fils : Jane
  - Le Trésor de Tarzan : Jane
- Loretta Devine dans :
  - Dreamgirls : la chanteuse de cabaret
  - Le Gospel du bagne : sœur Dolores
  - Jumping the Broom : Madame Taylor
  - Panique aux funérailles : Cynthia
- Jessica Harper dans :
  - Guerre et Amour : Natasha
  - Inserts : Cathy Cake
  - Stardust Memories : Daisy
- Zelda Rubinstein dans :
  - Poltergeist : Tangina Barrons
  - Poltergeist 2 : Tangina Barrons
  - Poltergeist 3 : Tangina Barrons
- Kathy Najimy dans :
  - Sister Act : sœur Marie-Patrick
  - Hocus Pocus : Les Trois Sorcières : Mary Sanderson
  - Sister Act, acte 2 : sœur Marie-Patrick
- Lois Chiles dans : 
  - Morts suspectes : Nancy Greenly
  - Moonraker : Dr Holly Goodhead
- Meryl Streep dans :
  - Julia : Anne-Marie
  - A.I. Intelligence artificielle : la Fée bleue
- Ornella Muti dans :
  - Mélodie meurtrière : Lucia Navarro
  - Flash Gordon : princesse Aura
- Teri Garr dans :
  - Tootsie : Sandy Lester
  - Dick : Les Coulisses de la présidence : Helen Lorenzo

- 1942 :  Casablanca : Annina Brandel (Joy Page)
- 1948[4] : Le Fils du désert : Ruby Latham (Dorothy Ford)
- 1959[5] : Darby O'Gill et les Farfadets : Sheelah Sugrue (Estelle Winwood)
- 1962 : Le Mercenaire :Serenella Arconti (Christine Kauffman)
- 1964 : L'Île des dauphins bleus : Karana (Celia Kaye)
- 1965 : Quand parle la poudre : Susan Tavenner (Terry Moore)
- 1966 : K-17 attaque à l'aube : Cynthia (Cynthia Pace)
- 1966 : Hawaï : Noelani (Elizabeth Logue)
- 1966 : Les Nuits de l'épouvante : Mary (Barbara Wilson)
- 1968 : Aujourd'hui ma peau, demain la tienne : Rosaria Fuentes (Agata Flori)
- 1968 : Chitty Chitty Bang Bang : Alice, la blonde (Barbara Windsor)
- 1968 : Le Grand Frisson : la réceptionniste de RKCP (Emily Banks) / lasecrétaire sortant du journal Hollywood Citizen News (Merri Ashley)
- 1969 : Reivers : Corrie (Sharon Farrell)
- 1969 : La Bataille de la Neretva : Nada (Milena Dravić)
- 1969[6] : Casanova, un adolescent à Venise : Sœur Lucia (Sara Franchetti)
- 1970 : Attaque au Cheyenne Club : Opal Ann (Sue Ane Langdon)
- 1970 : Dans les replis de la chair : la déportée[Qui ?]
- 1971[7] : Charlie et la Chocolaterie : Mme Gloop (Ursula Reit)
- 1972 : Don Camillo et les Contestataires : Caterina (Carole André)
- 1972 : Les Cowboys : le professeur d’école[Qui ?]
- 1972 : Gunn la gâchette : Monica / Jeannie (Lavelle Roby)
- 1973 : Vivre et laisser mourir : Solitaire (Jane Seymour)
- 1973 : American Graffiti : Debbie Dunham (Candy Clark)
- 1973 : Don Angelo est mort : Ruby Dunne (Angel Thompkins)
- 1973[8] : Le Manoir des fantasmes : Alta (Jane Birkin)
- 1974 : Tremblement de terre : la caissière (Joan Blair)
- 1974 : Le Voyage fantastique de Sinbad : Margiana (Caroline Munro)
- 1974 : Un silencieux au bout du canon : la présentatrice météo (voix)
- 1974 : En voiture, Simone : Simone (Gabriella Licudi)
- 1974 : Top Secret : Anna Skriabina (Kate O'Mara)
- 1975 : La Course à la mort de l'an 2000 : Annie Smith (Simone Griffeth)
- 1975 : Les Aventuriers du Lucky Lady : la fille blonde en compagnie de Walker (Suzanne Zenor)
- 1975 : La Route de la violence : Lucy (Leigh French)
- 1976 : En route pour la gloire : Judy (Sondra Blake)
- 1976 : Vengeance d'outre-tombe : Sara Divine (Jo Anne Meredith)
- 1976 : La Carrière d'une femme de chambre : Loretta Mari (Laura Trotter)
- 1977 : Enfer mécanique : Maggie (Elizabeth Thompson)
- 1977 : Mon « Beau » légionnaire : Isabel Geste (Sinéad Cusack)
- 1977 : Cours après moi shérif : Little Beaver (Laura Lizer Sommers)
- 1977 : Le Crocodile de la mort : Clara (Roberta Collins)
- 1977 : Le Continent oublié : Lady Charlotte Cunningham (Sarah Douglas)
- 1978 : Intérieurs : Flyn (Kristin Griffith)
- 1978 : FIST : Molly (Cassie Yates)
- 1978 : Grease : Marty Maraschino (Dinah Manoff)
- 1978 : Un mariage : l'infirmière Janet Schulman (Beverly Ross)
- 1978 : La Petite : Fanny (Susan Manskey)
- 1978 : American College : Barbara Sue « Babs » Jansen (Martha Smith)
- 1979 : Alien, le huitième passager : J. M. Lambert (Veronica Cartwright)
- 1980 : Le Guignolo : Gina dite « l'emmerdeuse » (Carla Romanelli)
- 1980 : Popeye : Olive Oyl (Shelley Duvall)
- 1980 : Mr. Patman : Mary (Cathryn Balk)
- 1981 : Arthur : Susan Johnson (Jill Eikenberry)
- 1981 : Le Tueur du vendredi : Terri (Kirsten Baker)
- 1981 : Ragtime : Evelyn Nesbit (Elizabeth McGovern)
- 1982 : Grease 2 : Miss Yvette Mason (Connie Stevens)
- 1982 : La Mort aux enchères : Heather Wilson (Frederikke Borge)
- 1982 : Dément : Bunky (Carol Levy) et la fille dans la boîte de nuit[Qui ?]
- 1983 : Superman 3 : Lorelei Ambrosia (Pamela Stephenson)
- 1983 : Scarface : Gina Montana (Mary Elizabeth Mastrantonio)
- 1983 : Escroc, Macho et Gigolo : Pamela (Robbie Young)
- 1983 : Psychose 2 : Myrna (Lee Garlington)
- 1983 : Le Trésor des quatre couronnes : Liz (Ana Obregon)
- 1984 : Dreamscape : Melanie Webber (Jane Taylor)
- 1984 : Le Vainqueur (Rhinestone) : Jake (Dolly Parton)
- 1984 : C'est la faute à Rio : Karen Hollis (Valerie Harper)
- 1984 : Signé : Lassiter : Helen Boardman (Belinda Mayne)
- 1985 : Perfect : Sally (Marilu Henner)
- 1986 : Trick or Treat : Angie Weinbauer (Elaine Joyce)
- 1986 : Nuit de noce chez les fantômes : Sylvia (Eve Ferret)
- 1986 : Le Contrat : Amy Kaminsky (Blanche Baker)
- 1986 : Jumpin' Jack Flash : Fiona (Tracey Ullman)
- 1986 : Delta Force : Sylvia Goldman (Lainie Kazan)
- 1986 : Lady Jane : Lady Ann Wharton (Zelah Clarke)
- 1987 : Le Quatrième Protocole : Irina Vassilievna (Joanna Cassidy)
- 1988 : Le Plus Escroc des deux : Fanny Eubanks (Barbara Harris)
- 1989 : La Guerre des Rose : Susan (Marianne Sägebrecht)
- 1989 : Warlock : Kassandra (Lori Singer)
- 1989 : Le Carrefour des innocents : Felicia Doolan Marks (Celia Weston)
- 1990 : Y a-t-il un exorciste pour sauver le monde ? : Nancy Aglet (Linda Blair)
- 1991 : Un crime dans la tête : Arlene Sherwood (Renée Taylor)
- 1992 : La Loi de la nuit : Joy Philbin dans son propre rôle
- 1993 : Coneheads : Prymatt Conehead / Mary Margaret DeCicco (Jane Curtin)
- 1993 : Sacré Robin des Bois : Broomhilde (Megan Cavanagh)
- 1993 : La Liste de Schindler : Chaja Dresner (Miri Fabian)
- 1994 : Le Monstre : Claudia (Luciana Pieri Palombi)
- 1995 : Le Père de la mariée 2 : Joanna MacKenzie (Kate McGregor-Stewart)
- 1996 : Hamlet : Gertrude, la reine (Julie Christie)
- 1996 : Le Droit de tuer ? : Ethel Twitty (Brenda Fricker)
- 1997 : Batman et Robin : Gossip Gerty (Elizabeth Sanders)
- 1999 : Un vent de folie : Virginia (Blythe Danner)
- 2000 : Séquences et Conséquences : Sherry Bailey (Patti LuPone)
- 2002 : L'Amour, six pieds sous terre : Dilys Rhys-Jones (Menna Trussler)
- 2004 : Harry Potter et le Prisonnier d'Azkaban : tante Marge (Pam Ferris)
- 2004 : Coup de foudre à Bollywood : Mme Manorama Chaman Bakshi (Nadira Babbar)
- 2006 : The Dead Girl : Ruth (Mary Beth Hurt)
- 2011 : Bad Teacher : Lynn Davies (Phyllis Smith)

#### Films d'animation
- 1942 : Bambi : Féline adulte (2e doublage, 1978)
- 1954 : La Princesse grenouille : Vassilissa
- 1976 : Le Monde Merveilleux de Cendrillon : Marylou
- 1981 : Minoïe de Jean Jabely et Philippe Landrot
- 1982 : Les Maîtres du temps : Belle
- 1984 : Cathy la petite chenille : Abeille 5344[réf. nécessaire]
- 1988 : Qui veut la peau de Roger Rabbit : Betty Boop
- 1990 : Les Jetson, le film : Jeanne Jeston
- 1992 : Pico et Columbus : Le Voyage magique : la Reine
- 2005 : Winnie l'ourson et l'Éfélant : Maman Éfélant
- 2005 : Plume et l'Île mystérieuse : Darwina

### Télévision

#### Téléfilms
- 1975 : La Nuit qui terrifia l'Amérique : la secrétaire de Howard Koch (Linda Dano)
- 1977 : Horizons en flammes : Dr Peggy Wilson (Patty Duke)
- 1983 : Princesse Daisy : Margo Firestone (Hildy Brooks)

#### Séries télévisées
- Judith Light dans :
  - Madame est servie : Angela Bower
  - Madame et sa fille : Dianne Doolan
  - Spin City : Christine (saison 6, épisode 13)
  - Ugly Betty : Claire Meade
  - New York, unité spéciale : Elizabeth Donnelly
  - Dallas : Judith Ryland
- Lynda Carter dans :
  - Wonder Woman : Diana Prince / Wonder Woman
  - Starsky et Hutch : Vicky (saison 2, épisodes 1 et 2)
  - New York, unité spéciale : Lorraine Dillon (saison 7 épisode 2)
  - New York, police judiciaire : Lorraine Dillon (saison 16 épisode 2)
  - Smallville : Moira Sullivan (saison 6 épisode 18)
  - Mon oncle Charlie : Elle-même (saison 11 épisode 6)
- Loretta Devine dans :
  - Méthode Zoé : Mme Pearl McGuire
  - Grey's Anatomy : Adele Webber
  - Eli Stone : Patti Delacroix
- Sally Field dans :
  - Urgences : Maggie Wyczenski
  - Brothers and Sisters : Nora Holden
- Roseanne Barr dans :
  - Roseanne : Roseanne Conner
  - Une nounou d'enfer : La cousine Sheila (saison 5, épisode 1)
- Liz Torres dans :
  - Gilmore Girls : Miss Patty
  - Desperate Housewives : Connie Solis (saison 5, épisode 23)

- 1973 : Des jours et des vies : Maggie Horton (Suzanne Rogers)
- 1974-1980 : La Petite Maison dans la prairie : Eva Beadle Simms (Charlotte Stewart) / Alice Garvey (Hersha Parady)
- 1976 : Moi Claude empereur : Antonia (Margaret Tyzack)
- 1981-1987 : Capitaine Furillo : Fay Furillo (Barbara Bosson)
- 1983 : La Vengeance aux deux visages : Lissie (Sheila Kennelly)
- 1985 : Les Craquantes : Blanche Devereaux (Rue McClanahan)
- 1985-1987 : Petite Merveille : Bonnie Brindle (Edie McClurg)
- 2002 : Preuve à l'appui : la grand-mère de Jordan (Georgann Johnson)
- 2005-2007 : Dr House : Georgia Adams (Shirley Knight) (saison 1, épisode 8) / Fran (Jenny O'Hara) (saison 3, épisode 18)
- 2006 : Desperate Housewives : Tante Fern (Fiona Hale) (saison 3, épisode 2)
- 2008 : Médium : Cynthia Keener (Anjelica Huston)

### Séries d'animation
- 1984 : Gigi de Kunihiko Yuyama : Daisy / La reine de Fenarinarsa
- 1985 : Les Mondes engloutis de Michel Gauthier
- 1985 : Les Bisounours : Groscopain/Toudoux l’agneau/Toufou le lapin (épisode 7)
- 1985 : Transformers : Joanna (épisode 34), Nimue (épisode 40), Talaria (épisode 42)
- 1995 : Gadget Boy et Gadget Boy détective à travers le temps : Arachna
- 1998 : Les Malheurs de Sophie : Madame Fichini
- 2005 : Les Zinzins de l'espace : Madame Zelza
- 2006 : Georges le petit curieux : Ms. Plushbottom
- Goldorak : Eurydie / Elsa / Alysée
- Rémi sans famille : Mme Driscoll
- Tom et Jerry : Jerry / la maîtresse de Tom
- Popeye, Olive et Mimosa : Olive
- Ferdy la fourmi : Gwendoline
- Susy aux fleurs magiques : Félicie